# Антипята
Антипята — деревня в Белохолуницком районе Кировской области. Входит в состав Дубровского сельского поселения.

## География
Деревня находится на северо-востоке центральной части Кировской области, в северной части Белохолуницкого района. Расстояние до районного центра (города Белая Холуница) — 44 км. Ближайшие населённые пункты — Нагорена, Дерюши, Дубровка.

## Население
По данным всероссийской переписи 2010 года, численность населения деревни составляла 9 человек (мужчины — 6, женщины — 3).